# Bilbo Baggins
Bilbo Bolseiro, (no original: Bilbo Baggins) é o personagem fictício protagonista da obra O Hobbit de J. R. R. Tolkien, assim como um personagem coadjuvante em O Senhor dos Anéis. Na narrativa conceito de Tolkien, em que todos os escritos da Terra Média são traduções do volume fictício de O Livro Vermelho do Marco Ocidental, Bilbo é o autor de O Hobbit e tradutor de vários "obras em élfico" (como mencionado no final de O Retorno do Rei).

## Aparições

### O Hobbit
Em O Hobbit, Bilbo Bolseiro, um hobbit de 50 anos de idade da confortável terra média, foi contratado, apesar de si mesmo como um "gatuno" pelo mago Gandalf e 13 anãos liderados por seu rei Thorin Escudo de Carvalho em uma busca para recuperar a Montanha Solitária e seu tesouro do dragão Smaug. A aventura teve Bilbo e os companheiros através do deserto, para o refúgio élfico de Valfenda, através das Montanhas Nevoentas e da Trevamata, a Cidade do Lago no meio do Lago Longo, e eventualmente para a própria Montanha. Aqui, depois de o dragão ser morto e a Montanha recuperado, aconteceu a Batalha dos Cinco Exércitos.
Em sua jornada, Bilbo encontrou outras criaturas fantásticas, incluindo trolls, elfos, aranhas gigantes, um homem que pode mudar de forma em um urso, goblins , águias, Wargs e uma criatura viscosa assassina chamada Gollum. No subterrâneo, perto covil de Gollum, Bilbo acidentalmente encontrou um anel mágico de invisibilidade, que ele usou para escapar de Gollum.
Ao final da jornada, Bilbo se torna mais sábio e mais confiante, depois de ter salvo o dia em muitas situações horríveis. Ele resgatou os anões das aranhas gigantes com o anel mágico e uma curta espada élfica que ele adquiriu. Ele usou o anel para se esconder em ambientes hostis, bem como sua inteligência para libertar os anãos das prisões dos elfos. Ele foi capaz de conversar com o astuto Smaug. Quando as tensões surgiram sobre a propriedade do tesouro recuperado, ele tentou, sem sucesso, trazer os lados opostos de compromisso, usando uma relíquia roubada como alavanca. Ele teve um relacionamento tenso com Thorin, mas os dois se reconciliaram no leito de morte de Thorin. No final da história, Bilbo voltou para sua casa no Condado apenas para descobrir que vários de seus parentes, acreditando que ele estivesse morto, estavam tentando reivindicar a sua casa e bens. Além de se tornar rico de sua parte do tesouro dos anãos, ele descobriu que ele tinha adquirido a respeitabilidade de experiência e sabedoria.

### O Senhor dos Anéis

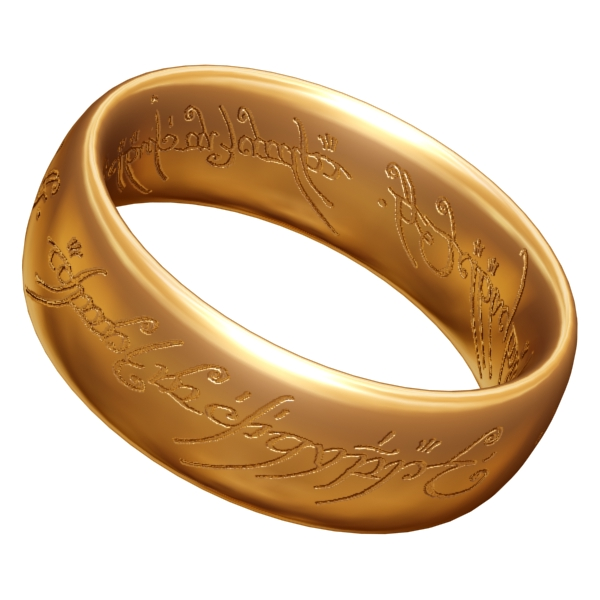
O Anel do Poder de Bilbo

The Fellowship of the Ring, o primeiro volume de O Senhor dos Anéis, começa quando Bilbo  "anunciou que em breve celebraria seu onzentésimo décimo primeiro" aniversário, 60 anos após o início de O Hobbit. O protagonista do romance é Frodo Bolseiro, parente de Bilbo, que comemora seu 33º aniversário. Bilbo e Frodo faziam aniversário no mesmo dia, 22 de setembro.
Em 2989 da Terceira Era do Sol (1389 segundo o calendário do Condado), Bilbo, um solteirão ao longo da vida, adotou Frodo, o filho órfão de sua prima Primula Brandebuque e seu primo de segundo grau Drogo Bolseiro, e fê-lo seu herdeiro. Embora Frodo era realmente "o seu primeiro e segundo primo removido uma vez de qualquer forma", os dois consideram-se um ao outro como tio e sobrinho.
Todo esse tempo Bilbo tinha mantido seu anel mágico, sem nenhuma ideia de sua importância, utilizando-o principalmente para se esconder de seus primos desagradáveis, os Sacola-Bolseiros, quando vinham o visitar. Investigações de Gandalf revelaram este ser o Um Anel forjado pelo Senhor Sombrio, Sauron. O anel havia prolongado a vida de Bilbo além do normal para a vida de um hobbit, e em 111, seus "onzenta e um" anos, ele ainda parecia ter 50 anos de idade. Enquanto o anel inicialmente não o corrompeu, uma vez que teve seus proprietários anteriores, ele estava começando a afetá-lo; ao longo dos anos, tinha começado a dominar sua mente quando fora de sua vista, e ele perdeu o sono e se sentiu "fino, uma espécie de manteiga esticada ... como que fosse passado sobre pão muitas vezes", como ele disse a Gandalf.
Na noite de seu aniversário e de Frodo, Bilbo anunciou sua intenção em passar sua casa e propriedade para Frodo, colocou o Anel e sumiu de vista. Quando Bilbo finalmente se preparava para sair de casa, ele reagiu com pânico e desconfiança quando Gandalf tentou persuadi-lo a deixar o anel com Frodo. Bilbo se recusou a dar o Anel, referindo-se a ele como seu "precioso" - assim como Gollum havia feito em O Hobbit. Gandalf perdeu a paciência com seu velho amigo, falando em alto tom com ele. Bilbo admitiu que teria gostado de se livrar do Anel, e ele o deixou para trás, tornando-se a primeira pessoa a fazê-lo voluntariamente. Ele deixou o Condado naquela noite, e nunca mais foi visto na Vila dos Hobbits novamente.
Sua aventura mais cedo, seus hábitos excêntricos como um hobbit, e seu repentino desaparecimento levam à figura duradoura de "Louco Bolseiro" no folclore hobbit, que desapareceu com um flash e um estrondo e voltou com ouro e jóias.
Ao se libertar do poder do Anel sobre seus sentidos, Bilbo viajou pela primeira vez para Valfenda, e depois para visitar os anãos da Montanha Solitária. Depois que ele voltou para Valfenda, ele passou a maior parte dos próximos 17 anos vivendo uma vida agradável em aposentadoria: comer, dormir, escrever poesia, e trabalhando em suas memórias, Lá-e-de-Volta-Outra-Vez, conhecido por nós como O Hobbit. Ele se tornou um estudioso da tradição élfica, deixando para trás as Traduções do élfico, que constitui a base do que é conhecido por nós como O Silmarillion.

## Árvore genealógica
```
Balbo Baggins
 = Berylla Boffin
              |
          -----------------------------------------------------     
          |                         |        |        |       |
    Mungo Baggins = Laura Grubb    Pansy   Ponto   Largo*    Lily
                  |                          *(bisavô de 
Frodo
)      
                  |
    ------------------------------------------------------------     
    |                        |      |           |              |
  Bungo = Belladonna Tûk   Belba  Longo     Linda            Bingo Baggins = Chica Chubb
        |                                  |                                |
     
Bilbo
                          Otho = 
Lobelia Bracegirdle
       Falco Chubb-Baggins
                                         |  
                                   
Lotho Sackville-Baggins
```

## Adaptações
Nos filmes de Peter Jackson, O Senhor dos Anéis: A Sociedade do Anel (2001) e O Senhor dos Anéis: O Retorno do Rei (2003), Bilbo é interpretado por Ian Holm, que havia atuado como Frodo na série da rádio BBC 20 anos antes. Para a série de filmes O Hobbit, também dirigida por Jackson, o jovem Bilbo é interpretado por Martin Freeman, enquanto Ian Holm reprisa seu papel como Bilbo mais velho.